# Canton de Dax-Nord
Le canton de Dax-Nord est une ancienne division administrative française située dans le département des Landes et la région Aquitaine. Il a été supprimé par le nouveau découpage cantonal entré en vigueur en 2015.

## Histoire
Le canton de Dax-Nord est créé en 1973, en même temps que celui de Dax-Sud, en remplacement du canton de Dax.

## Géographie
Ce canton était organisé autour de Dax dans l'arrondissement de Dax. Son altitude variait de 1 m (Mées) à 84 m (Gourbera) pour une altitude moyenne de 30 m.

## Représentation

### Conseillers généraux de l'ancien canton deDax(de 1833 à 1973)
| Période         | Période          | Identité                                   | Étiquette           | Qualité |
| --------------- | ---------------- | ------------------------------------------ | ------------------- | --- |
| 1833            | 1836             | Charles de Poyusan                         |                     | Maire de Dax (1832-1835) |
| 1836            | 1842             | Charles Corta                              | Bonapartiste        | Avocat Conseiller municipal de Dax Député (1852-1865) Sénateur (1865-1870)                                                     |
| 1842            | 1845             | Charles de Poyusan                         |                     | Maire de Dax (1832-1835 et 1839-1843)                                                                                          |
| 1845            | 1852             | Emile Darracq                              |                     | Avocat, maire de Dax (1848-1850)                                                                                               |
| 1852            | 1861             | Jean-Marie Darracq                         | Majorité dynastique | Avocat Député (1867-1870) |
| 1861            | 1871             | Emile Darracq                              |                     | Avocat à Dax |
| 1871            | 1878             | Gustave Loustalot                          | Républicain         | Avocat Député (1871-1877) |
| 1878            | 1880             | Eugène (de) Gardillanne                    | Républicain         | Maire de Dax (1870-1874) |
| 1880            | 1886 (démission) | Gustave Loustalot                          | Républicain         | Avocat Maire de Dax (1880-1881) Député (1871-1877, 1878-1885 et 1886-1893)                                                     |
| 1886            | 1898             | Hippolyte Sintas                           | Républicain         | Avocat - Maire de Dax (1881-1887)                                                                                              |
| 1898            | 1933 (démission) | Raphaël Milliès-Lacroix                    | Républicain         | Négociant Sénateur (1897-1933) Ministre (1906-1909) Maire de Dax (1887-1908 et 1921-1929) Président du Conseil général (1922-) |
| 1933            | 1940             | Eugène Milliès-Lacroix (fils du précédent) | Rad.ind.            | Négociant Sénateur (1933-1941) Maire de Dax (1929-1941)                                                                        |
|                 |                  |                                            |                     | |
| 1943            | 1945             | Joseph de Laurens                          |                     | Avocat, ancien maire de Dax (1921-1929) Maire de Saint-Pandelon Nommé conseiller départemental en 1943                         |
|                 |                  |                                            |                     | |
| 1945            | 1949             | Camille Despujols                          | SFIO                | Graveur sur métaux, Dax |
| 1949            | 1961 (décès)     | Eugène Milliès-Lacroix*                    | DVD                 | Négociant Maire de Dax (1953-1959) Ancien Sénateur (1933-1941)                                                                 |
| 19 mars 1961    | 1965 (décès)     | Camille Dussarthou                         | SFIO                | Médecin Député (1962-1965) Maire de Saint-Paul-lès-Dax                                                                         |
| 30 janvier 1966 | 1973             | Henri Lavielle                             | SFIO puis PS        | Directeur de coopérative Député (1967-1980) Maire de Saint-Paul-lès-Dax (1965-1980)                                            |

- Au moment de son élection, M. Millies-Lacroix avait été déclaré inéligible.

(Réf "Le Monde" du 26 avril 1949).

### Conseillers généraux du canton de Dax-Nord (de 1973 à 2015)
| Période | Période         | Identité         | Étiquette    | Qualité |
| ------- | --------------- | ---------------- | ------------ | --- |
| 1973    | 1980 (décès)    | Henri Lavielle   | SFIO puis PS | Député (1967-1980) Président du Conseil général (1976-1980) Maire de Saint-Paul-lès-Dax de 1965 à 1980                          |
| 1981    | 1982 (invalidé) | Claude Lagenèbre | PS           | Géomètre, conseiller municipal de Saint-Paul-lès-Dax                                                                            |
| 1982    | 1998            | Claude Lagenèbre | PS           | |
| 1998    | 2011            | Danielle Michel  | PS           | Coordonnateur emploi-formation Maire de Saint-Paul-lès-Dax (2001-2012) Vice-présidente du Conseil général Sénatrice (2011-2017) |
| 2011    | 2015            | Henri Bédat      | PS           | Cadre Maire-adjoint de Saint-Vincent-de-Paul (Landes)                                                                           |

### Conseillers d'arrondissement du canton de Dax (de 1833 à 1940)
Le canton de Dax avait deux conseillers d'arrondissement.
| Période                                  | Période      | Identité                       | Étiquette   | Qualité |
| ---------------------------------------- | ------------ | ------------------------------ | ----------- | --- |
| 1833                                     | 1845 (décès) | Joseph Brice Dupoy (1790-1845) |             | Huissier de justice, ancien adjoint au maire de Dax                                                         |
| 1833                                     | 1842         | Joseph Henri Fauché            |             | Avocat, conseiller municipal de Dax                                                                         |
| 1842                                     | 1848         | M. Puyo                        |             | Avoué, adjoint au maire de Dax                                                                              |
|                                          |              |                                |             | |
| 1895                                     |              | Octave Lartigau (1865-1941)    | Républicain | Avoué près le Tribunal civil, suppléant du juge de paix, maire de Dax (1908-1913)                           |
| 1895                                     |              | Vincent Lucq                   | Républicain | Maire de Saint-Vincent-de-Paul                                                                              |
|                                          |              |                                |             | |
| 1907                                     | 1937         | Octave Lartigau (1865-1941)    | Républicain | Avoué, maire de Dax (1908-1913), Président du Conseil d'arrondissement                                      |
| 1919                                     | 1937         | Antoine Coyola (1876-1958)     | Républicain | Propriétaire, maire d'Herm                                                                                  |
| 1937                                     | 1940         | Alfred Cazalis                 | Radical     | Industriel, adjoint au maire de Dax                                                                         |
| 1937                                     | 1940         | Jean-Jules Barouillet          | Radical     | Vice-président de la société de secours mutuel, Saint-Paul-lès-Dax                                          |
| 1940                                     |              |                                |             | Les conseils d'arrondissement ont été suspendus par la loi du 12 octobre 1940 et n'ont jamais été réactivés |
| Les données manquantes sont à compléter. |              |                                |             | |

## Composition
Le canton de Dax-Nord se composait d’une fraction de la commune de Dax et de neuf autres communes. Il comptait 24 164 habitants (population municipale) au 1er janvier 2012.
| Nom                    | Code Insee | Intercommunalité             | Population (dernière pop. légale)              |
| ---------------------- | ---------- | ---------------------------- | ---------------------------------------------- |
| Dax (chef-lieu)        | 40088      | CA Grand Dax Agglomération   | Fraction : 1 716(2012) Commune : 20 485 (2014) |
| Angoumé                | 40003      | CA Grand Dax Agglomération   | 290 (2014)                                     |
| Gourbera               | 40114      | CA Grand Dax Agglomération   | 367 (2014)                                     |
| Herm                   | 40123      | CA Grand Dax Agglomération   | 1 113 (2014)                                   |
| Mées                   | 40179      | CA Grand Dax Agglomération   | 1 746 (2014)                                   |
| Rivière-Saas-et-Gourby | 40244      | CA Grand Dax Agglomération   | 1 255 (2014)                                   |
| Saint-Paul-lès-Dax     | 40279      | CA Grand Dax Agglomération   | 13 189 (2014)                                  |
| Saint-Vincent-de-Paul  | 40283      | CA Grand Dax Agglomération   | 3 061 (2014)                                   |
| Saubusse               | 40293      | CC de Maremne-Adour-Côte-Sud | 1 010 (2014)                                   |
| Téthieu                | 40315      | CA Grand Dax Agglomération   | 705 (2014)                                     |

## Démographie
| 1975 | 1982 | 1990   | 1999   | 2006   | 2011   | 2012   |
| ---- | ---- | ------ | ------ | ------ | ------ | ------ |
| -    | -    | 17 466 | 19 128 | 22 471 | 23 428 | 24 164 |